# Vincenzo Sangermano
Vincenzo Sangermano (Arpino, 23 aprile 1758 – Arpino, 28 luglio 1819) è stato un vescovo cattolico e missionario italiano.

## Biografia
Padre Vincenzo San Germano nacque ad Arpino il 23 aprile 1758, a quindici anni entrò nel collegio dei Barnabiti di S. Carlo di Arpino, da dove passò a quello di S. Carlo alle Mortelle di Napoli, nel quale, a partire dal 1774, svolse il noviziato, dimostrandosi assai versatile in filosofia, matematica e trigonometria. Nei 25 anni trascorsi in Birmania da missionario e da esperto in medicina assistette i malati nell'ospedale da lui edificato a Rangoon in due reparti separati: il primo per i cristiani ed il secondo per le altre confessioni religiose. Nel collegio barnabita di Rangoon insegnò grammatica, retorica, filosofia, matematica, nautica e teologia, parlando in lingua Birmana. Ritornato ad Arpino fu rettore del liceo classico Tulliano. È autore delle opere: Carta corografica dell'impero Birmano, Carta idrotopografica del porto e della città di Rangoon. Relazione del Regno Birmano che ebbe ripetute edizioni, tra cui le tre inglesi del 1833, 1885 e 1893 e l'italiana del 1883. 

## Opere
- (EN) Sangermano, Vincenzo and Nicholas Patrick Wiseman. The Burmese Empire a H. Da esperto in medicina assistette i malati nell'osò dale da lui edificato a Rangoon. Nel collegio Barnabita di Rangoon insegnò grammi, retorica, filosofia, matematica, nautica e teologia, parlando in lingua birmana. È autore delle opere:  Carta corografica dell'impero Birmano, Carta idrotopografica del porto e della città di Rangoon, Relazione del Regno Birmano, che ebbe ripetute edizioni del 1833, 1885 e 1893.ISBN 9748299384
- (EN)  and Ireland (1833).
- Vincenzo Sangermano, Relazione del Regno Barmano, Francesco Bourlié, Roma, 1833.